# The Young Doctors (film)
The Young Doctors is een Amerikaanse dramafilm uit 1961 onder regie van Phil Karlson. Destijds werd de film in Nederland uitgebracht onder de titel Het geheim van het leven.

## Verhaal
De jonge arts David Coleman krijgt een post op de afdeling pathologie van een klein, Amerikaans ziekenhuis. De afdeling wordt geleid door dokter Joseph Pearson en hij ziet de nieuwe arts als een rivaal. Dokter Coleman wordt verliefd op de mooie verpleegster Cathy Hunt. Zij blijkt een tumor te hebben in haar knie.

## Rolverdeling
| Acteur          | Personage              |
| --------------- | ---------------------- |
| Fredric March   | Dr. Joseph Pearson     |
| Ben Gazzara     | Dr. David Coleman      |
| Dick Clark      | Dr. Alexander          |
| Ina Balin       | Cathy Hunt             |
| Eddie Albert    | Dr. Charles Dornberger |
| Phyllis Love    | Elizabeth Alexander    |
| Edward Andrews  | Jim Bannister          |
| Aline MacMahon  | Dr. Lucy Grainger      |
| Arthur Hill     | Tomaselli              |
| Rosemary Murphy | Juffrouw Graves        |
| Barnard Hughes  | Dr. Kent O'Donnell     |
| Joseph Bova     | Dr. Shawcross          |
| George Segal    | Dr. Howard             |
| Matt Crowley    | Dr. Rufus              |
| Dolph Sweet     | Bestuurder             |